# Laritza Párraga
Laritza Párraga (sinh ngày 14 tháng 7 năm 1993) là DJ, nhà sản xuất nhạc, nữ diễn viên và nhà vẵn người Ecuador. Cô là Hoa hậu Hoàn Vũ Ecuador năm 2013 và đại diện đất nước Ecuador tham dự cuộc thi sắc đẹp Hoa hậu Thế giới năm 2013.

## Tiểu sử
Párraga sinh tại En el Carmen - Manabí. Cô nói tiếng Anh và tiếng Tây Ban Nha.

## Tham dự cuộc thi sắc đẹp
Párraga dự thi Hoa hậu Pacífico Ecuador 2012 với tư cách là "Reina de Santo Domingo" (Nữ hoàng Santo Domingo). Cô đại diện cho tỉnh Guayaquil tham gia cuộc thi. Cô đạt danh hiệu Á hậu Một.
Párraga đại diện cho tỉnh Santo Domingo de Los Tsáchilas trong cuộc thi Hoa hậu Ecuador 2013, nhưng cô đã rút khỏi cuộc thi vào tháng Hai.
Párraga đại diện cho tỉnh của cô trong cuộc thi sắc đẹp và giành chiến thắng vào ngày 4 tháng 7 năm 2013. Cô giành được danh hiệu Hoa hậu Ảnh và Giải thưởng Trang phục dân tộc đẹp nhất.
Párraga đại diện cho Ecuador tham giự cuộc thi Hoa hậu Thế giới 2013 tổ chức ngày 28 tháng 9 năm 2013 tại Bali Nusa Dua Convention Center ở Bali, Indonesia.
Párraga đại diện cho Ecuador tham giự cuộc thi Miss World Cup Brazil 2014 tổ chức tại thành phố Rust, Đức. Miss World Cup là cuộc thi tổ chức 4 năm một lần với 32 thí sinh đại diện cho 32 quốc gia tham dự giải vô địch Bóng đá Thế giới (World Cup). Cô nằm trong top 3 và giành ngôi Á hậu 2.